# São Fidélis
São Fidélis este un oraș în unitatea federativă Rio de Janeiro (RJ), Brazilia.